# Hans Stojentin
Hans Stojentin (um 1445–wahrscheinlich 1517) war Erbherr auf Gohren und Landvogt von Stolp in Pommern.

## Leben
Er stammte aus der vornehmen pommerschen Familie Stojentin. Die Eltern waren Peter Stojentin und Elisabeth Lettin.
Von 1460 sind die ersten schriftlichen Erwähnungen von Hans und seinen Brüdern Tetzlaff und Boreslaff Stojentin erhalten.
Seit 1475 wurde er als Zeuge in Urkunden häufiger genannt, meist im Umfeld von Herzog Bogislaw X. von Pommern. Er wurde herzoglicher Rat und seit 1507 als Landvogt von Stolp genannt. Von 1513 ist die letzte Erwähnung erhalten.
1518 war er verstorben.
Hans Stojentin war mit Hedwig Massow verheiratet. Sie hatten mindestens fünf Kinder
- Anna, heiratete Georg Kleist, Landvogt von Stolp
- Peter Stojentin (– 1525)

Der Neffe Valentin Stojentin (um 1485–1528/29) wurde wichtiger herzoglicher Rat.